# 赤倉温泉 (山形県)
赤倉温泉（あかくらおんせん）は、山形県最上郡最上町（旧国出羽国、明治以降は羽前国）にある温泉。

## 泉質
- カルシウム・ナトリウム-硫酸塩泉

## 温泉街
赤倉温泉駅より少し離れた小国川沿いに9軒の旅館が存在する。温泉街の旅館を含め、JR陸羽東線・国道47号沿いにある瀬見温泉（山形県最上町）および鳴子温泉郷（宮城県大崎市鳴子）との間で、共通の湯めぐりチケットが発行されており、県境を越えた湯巡りをすることが出来る。
共同浴場は1軒存在する。
周辺には赤倉温泉スキー場が存在する。

## 歴史
開湯伝説では、貞観5年に円仁によって、馬が川底から湧き出ている温泉で傷を癒している所を発見したとされる。
江戸時代には松尾芭蕉も奥の細道の途中に立ち寄っている。

## アクセス
- JR陸羽東線 赤倉温泉駅より南へ約2.5 km。